# Pablo Suárez Custodio
Pablo Suárez Custodio, (Madrid; 4 de octubre de 1999) es un jugador de baloncesto español que pertenece al Movistar Estudiantes de la Liga Endesa. Con 1.92 metros de estatura, juega en la posición de base en las filas del Hestia Menorca de la Liga LEB Oro. 

## Trayectoria
Formado en la cantera de Movistar Estudiantes, pasaría por todas las categorías inferiores del conjunto estudiantil hasta formar parte en la temporada 2018-19, del filial del Club Baloncesto Estudiantes con el que lograría el ascenso a LEB Plata.
Tras dos temporadas más en el filial estudiantil, en la temporada 2021-22, firma por el SSV Lokomotive Bernau de la ProB, la tercera división alemana.
Meses más tarde, en diciembre de 2021 regresa a España y firma por el Hestia Menorca de la Liga LEB Plata. 
En la temporada 2022-23, el jugador logra el ascenso de la Liga LEB Oro con el conjunto menorquín.
El 7 de agosto de 2023, renueva su contrato para jugar en Liga LEB Oro.

### Internacional
Fue con la selección española en categorías formativas.